# Ophidiogorgia paradoxa
Ophidiogorgia paradoxa is een zachte koraalsoort uit de familie Primnoidae. De koraalsoort komt uit het geslacht Ophidiogorgia. Ophidiogorgia paradoxa werd in 1980 voor het eerst wetenschappelijk beschreven door Bayer. 